# Eupithecia bialbata
Eupithecia bialbata är en fjärilsart som beskrevs av W. Warren 1901. Eupithecia bialbata ingår i släktet Eupithecia och familjen mätare. Inga underarter finns listade i Catalogue of Life.